# Chantier (viticulture)
Pour les articles homonymes, voir Chantier.

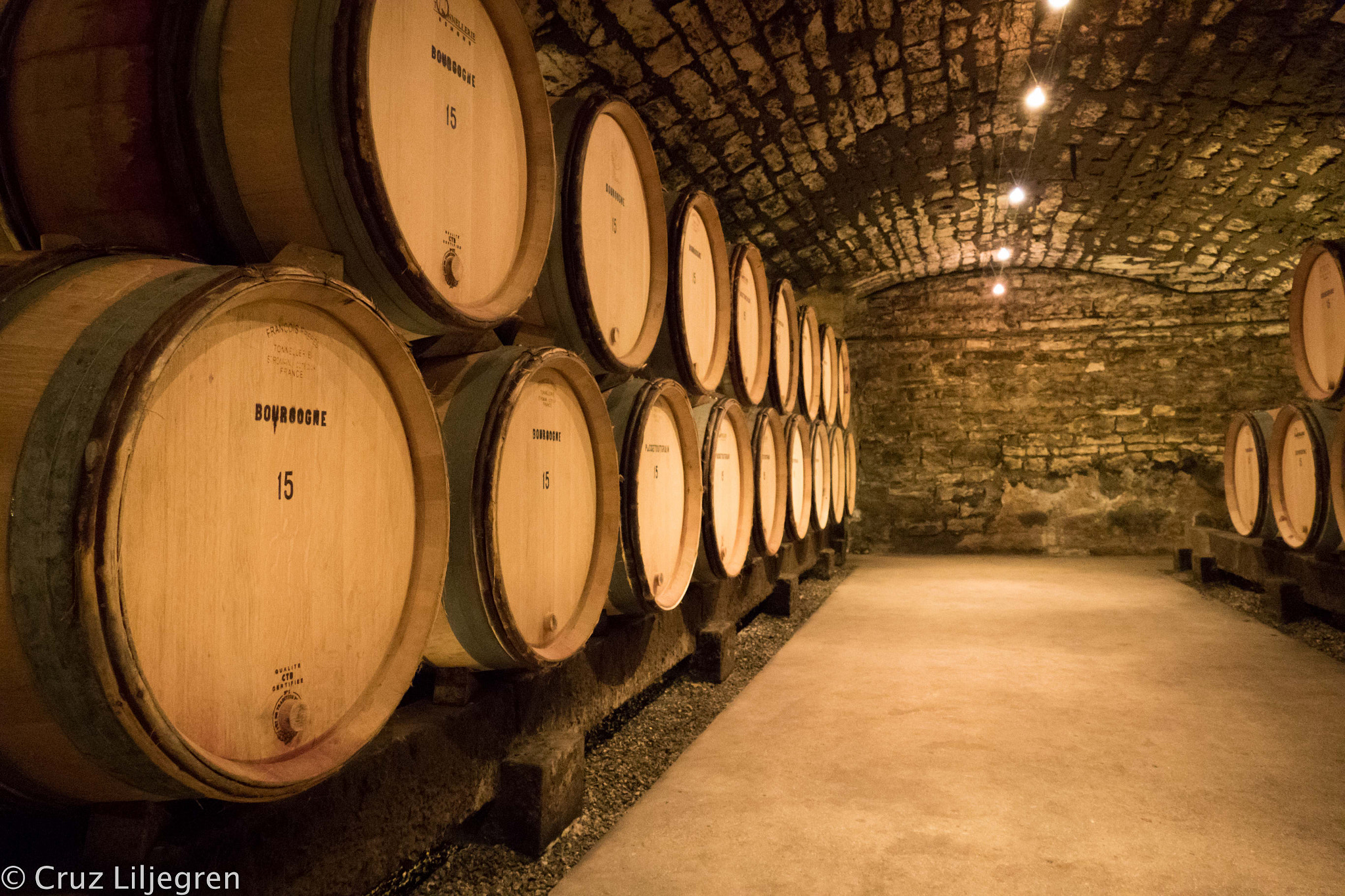
Tonneaux posés sur leurs chantiers dans une cave à Igornay en Bourgogne.

Le chantier est la pièce de bois sur laquelle on couche les tonneaux dans le cellier ou dans la cave. Il est constitué de poutres espacées où reposent les extrémités des barriques de façon à permettre le soutirage. Ces poutres sont munies de cales amovibles pour immobiliser les tonneaux.

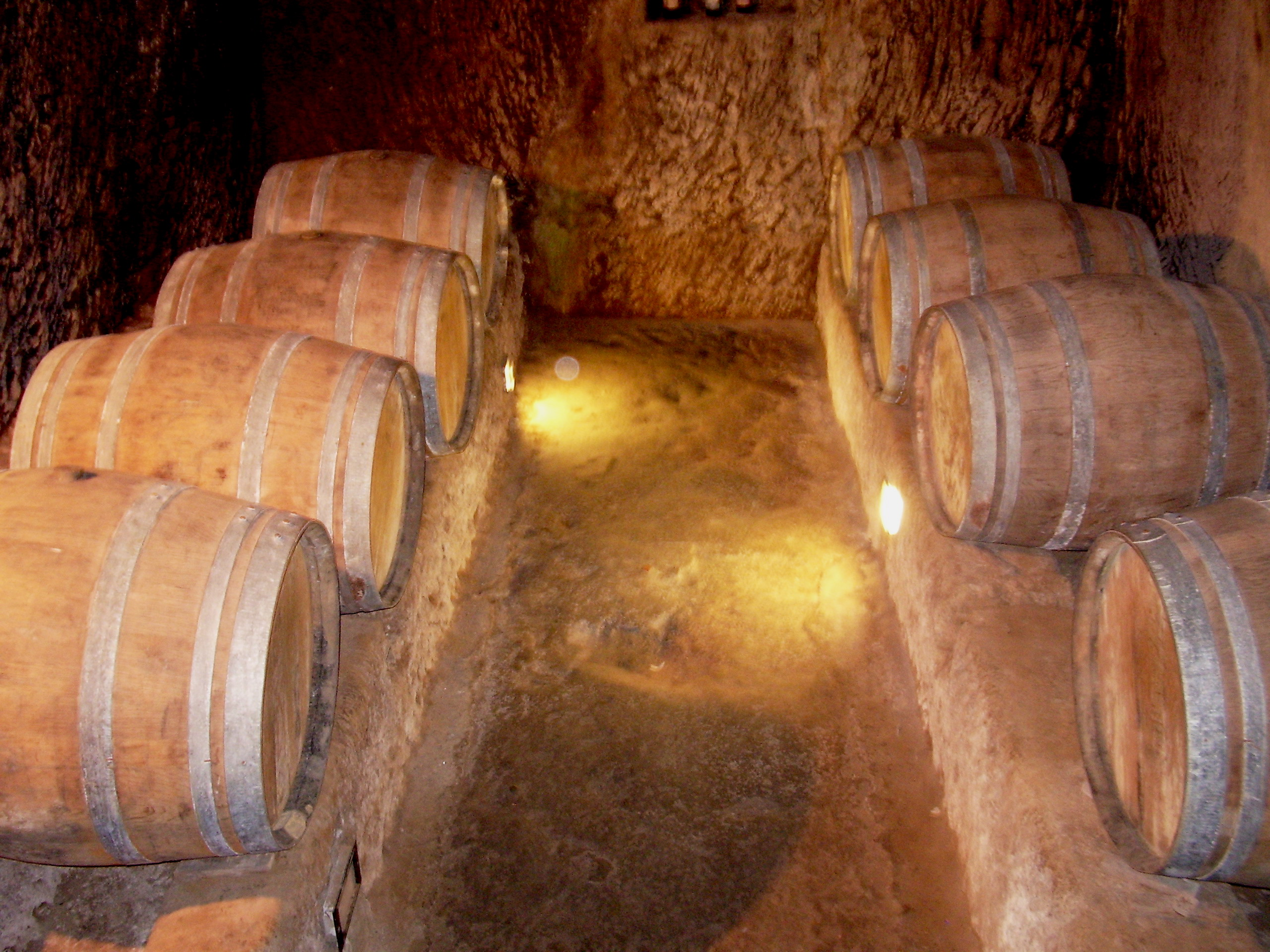
Cave casher de la communauté juive de Pitigliano, en Toscane : les chantiers sont en maçonnerie.